# Caesionidae
Fusilliers
Famille
Les Caesionidae (communément appelés fusiliers en français) sont une famille de poissons de l'ordre des Perciformes représentée par quatre genres et vingt espèces, essentiellement tropicales. 
Ils vivent en bancs souvent près de la surface, et leur livrée changeante rend souvent les espèces très difficiles à distinguer les unes des autres. 

## Liste des genres
Selon FishBase (27 novembre 2014) :
- genre Caesio Lacepède, 1801
  - Caesio caerulaurea Lacepède, 1801
  - Caesio cuning (Bloch, 1791)
  - Caesio lunaris Cuvier, 1830  - Fusilier lunaire
  - Caesio striata Rüppell, 1830
  - Caesio suevica Klunzinger, 1884  - Fusilier de Suez
  - Caesio teres Seale, 1906
  - Caesio varilineata Carpenter, 1987
  - Caesio xanthonota Bleeker, 1853
- genre Dipterygonotus Bleeker, 1849
  - Dipterygonotus balteatus (Valenciennes, 1830)
- genre Gymnocaesio Bleeker, 1876 
  - Gymnocaesio gymnoptera (Bleeker, 1856)
- genre Pterocaesio Bleeker, 1876 
  - Pterocaesio capricornis Smith & Smith, 1963
  - Pterocaesio chrysozona (Cuvier, 1830)
  - Pterocaesio digramma (Bleeker, 1864)
  - Pterocaesio flavifasciata Allen & Erdmann, 2006
  - Pterocaesio lativittata Carpenter, 1987
  - Pterocaesio marri Schultz, 1953
  - Pterocaesio monikae Allen & Erdmann, 2008
  - Pterocaesio pisang (Bleeker, 1853)
  - Pterocaesio randalli Carpenter, 1987
  - Pterocaesio tessellata Carpenter, 1987
  - Pterocaesio tile (Cuvier, 1830)
  - Pterocaesio trilineata Carpenter, 1987

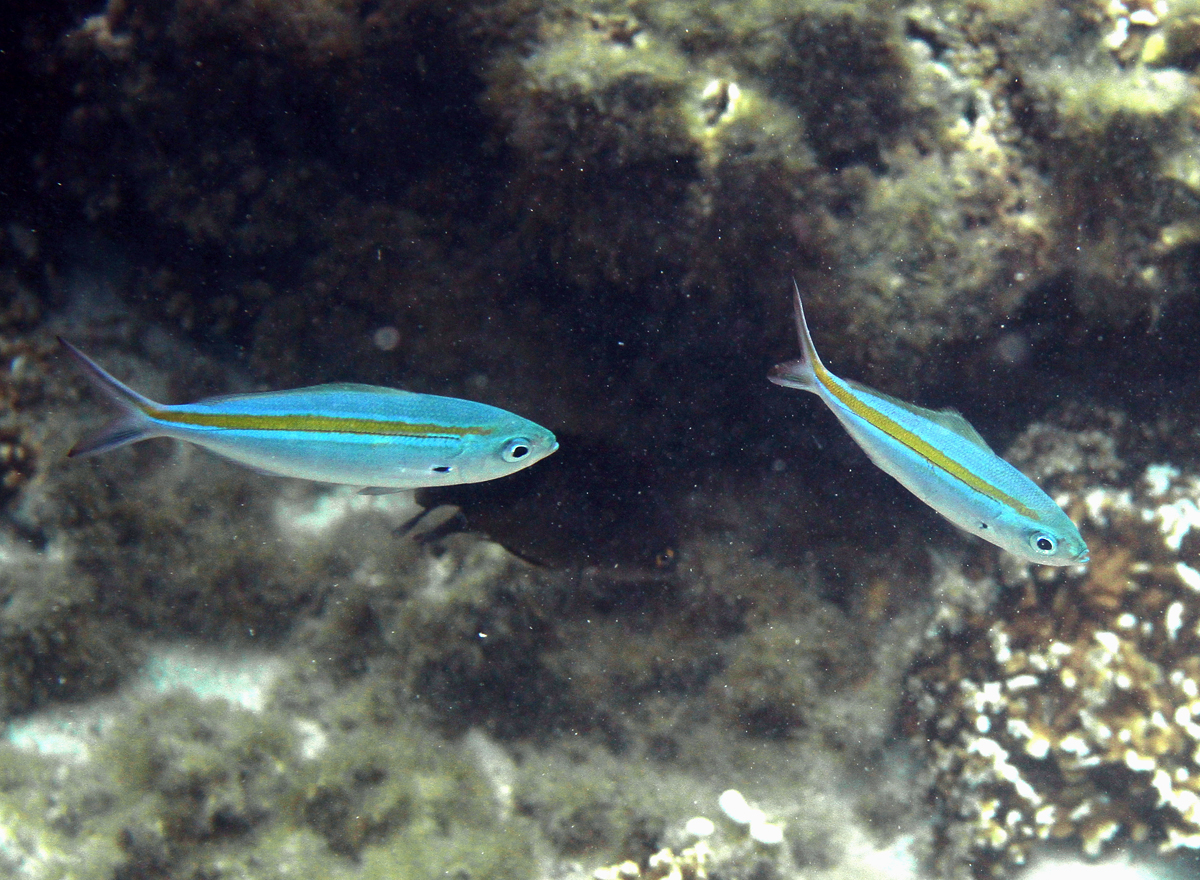
Caesio caerulaurea.
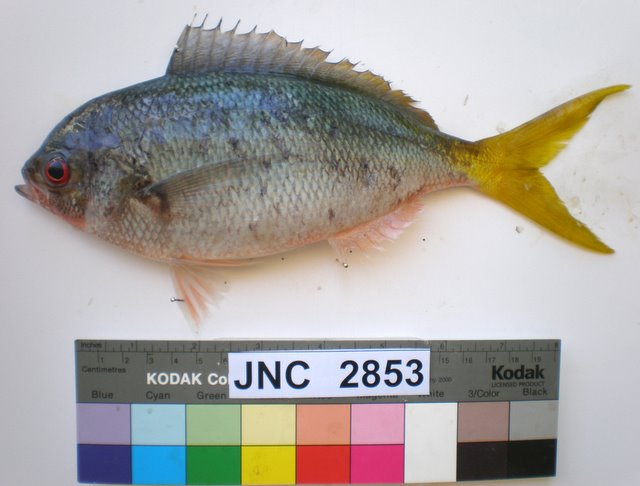
Caesio cuning.
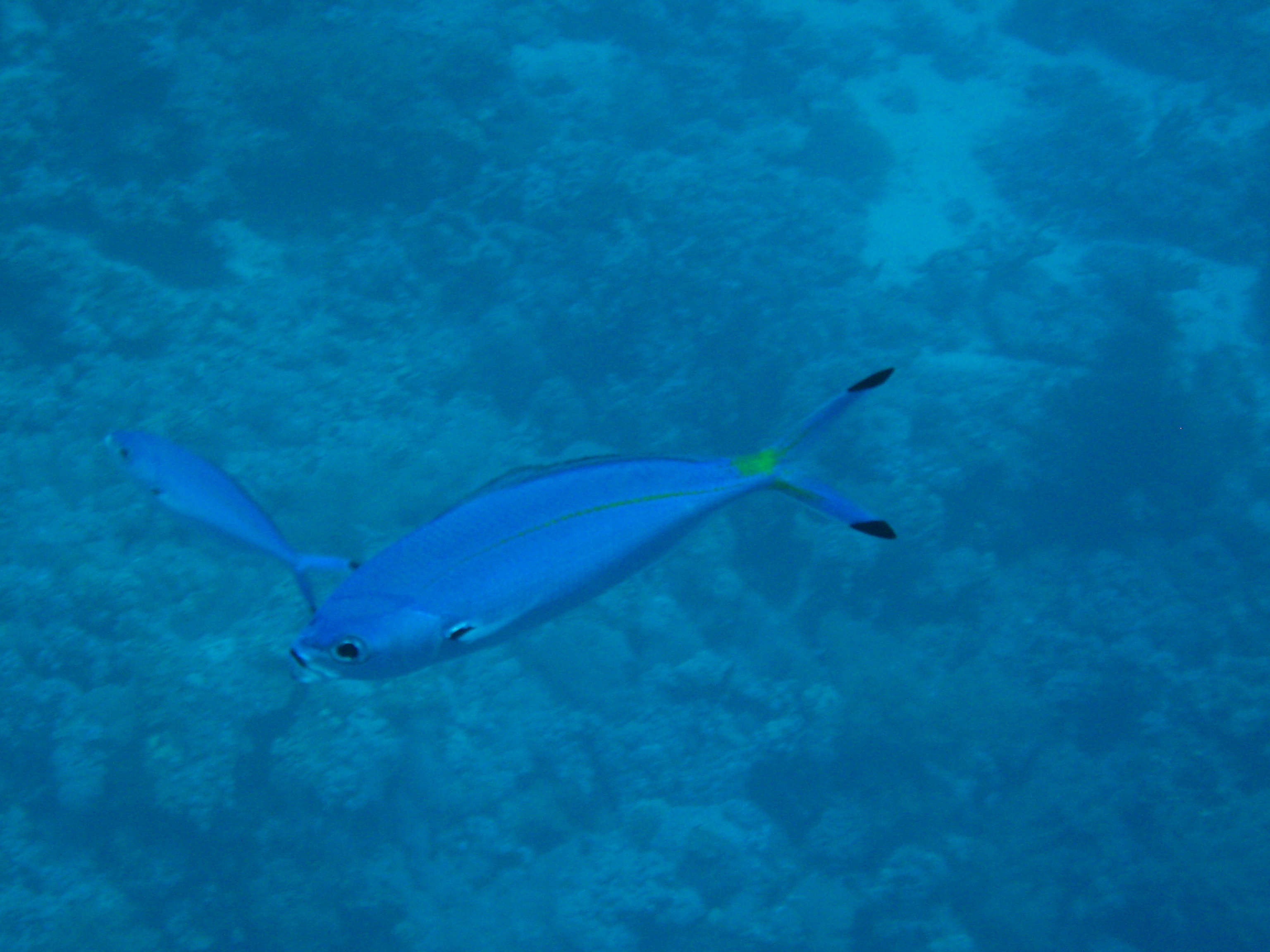
Caesio lunaris.
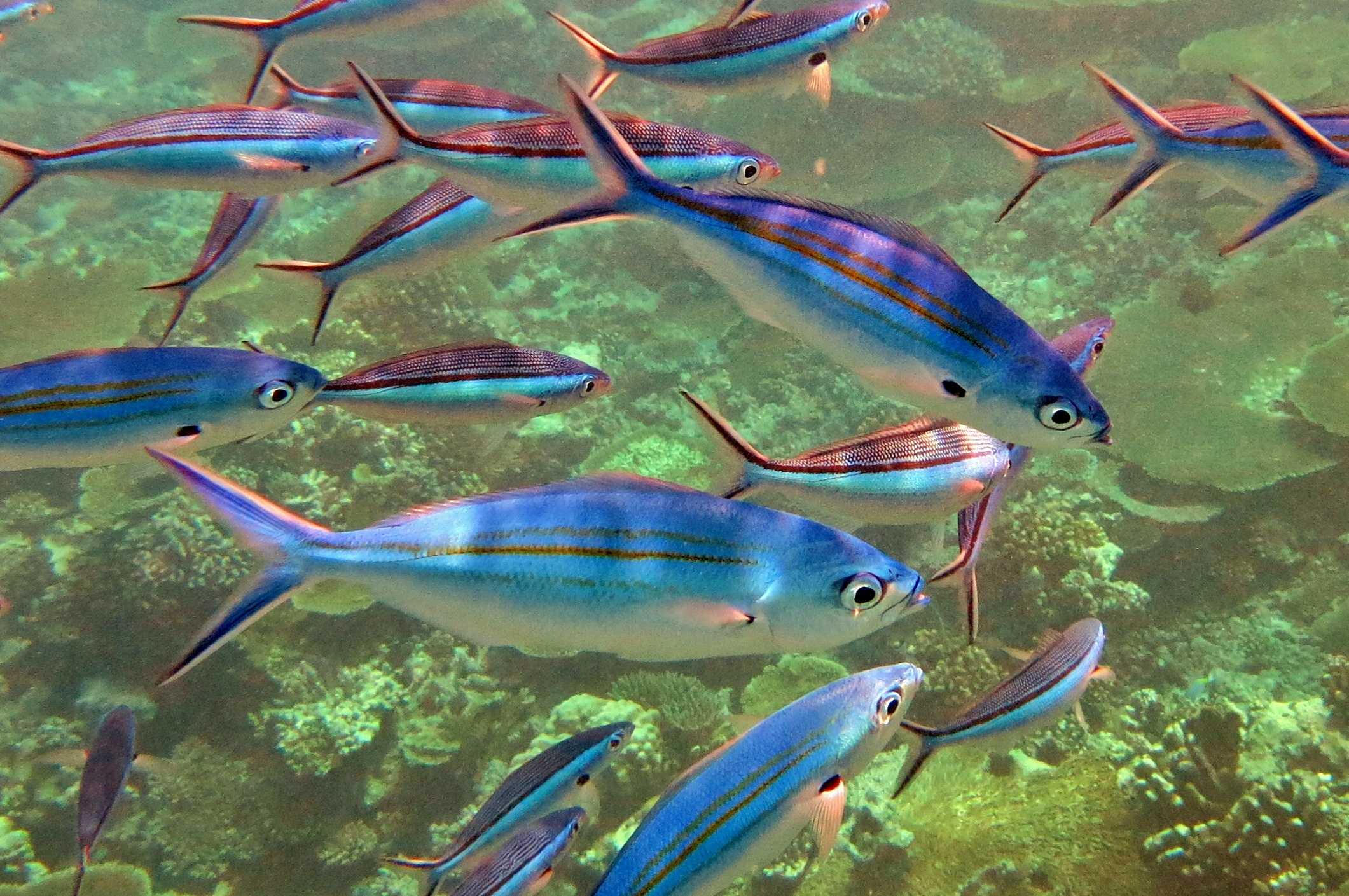
Caesio varilineata.
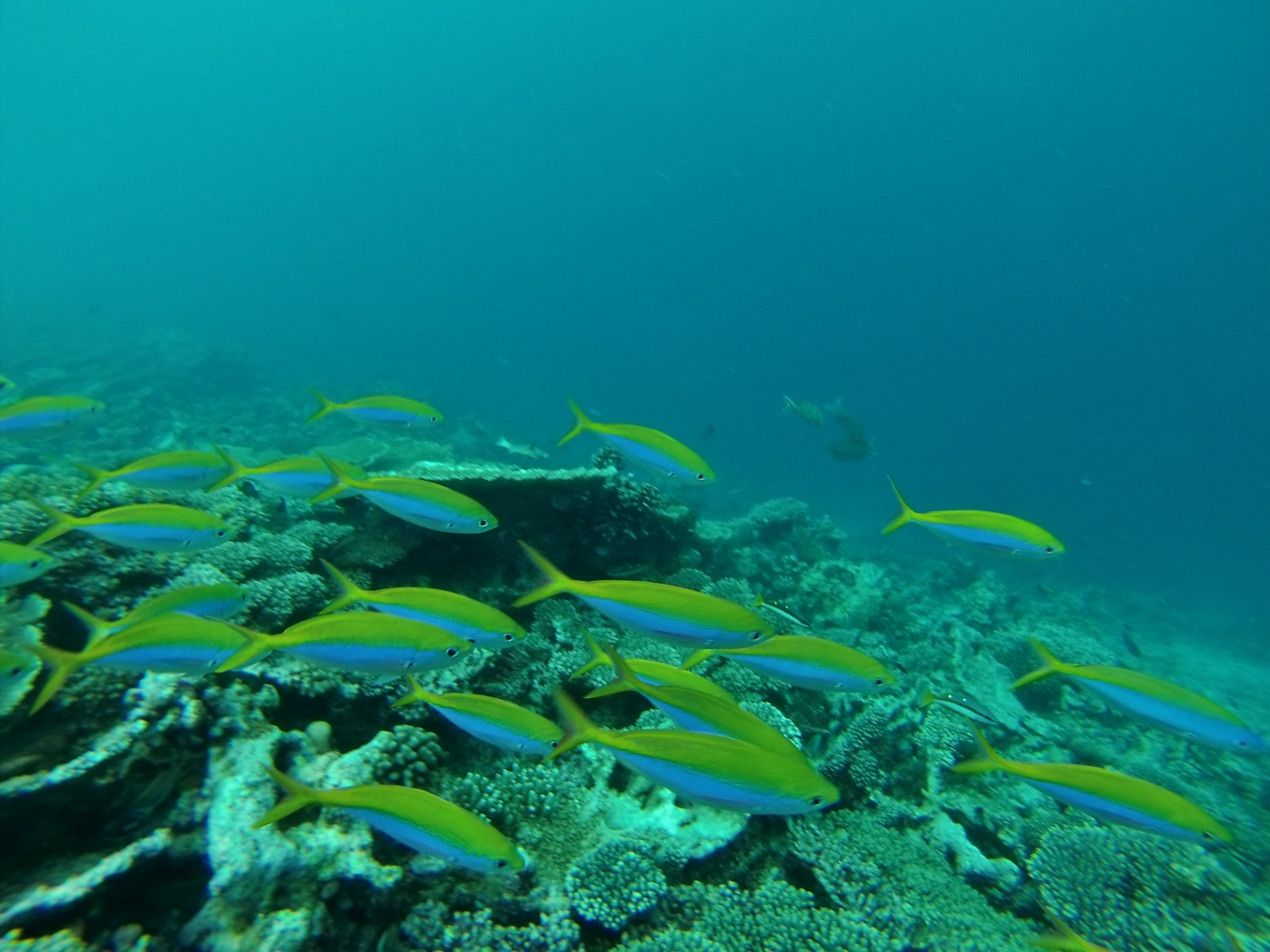
Caesio xanthonota.
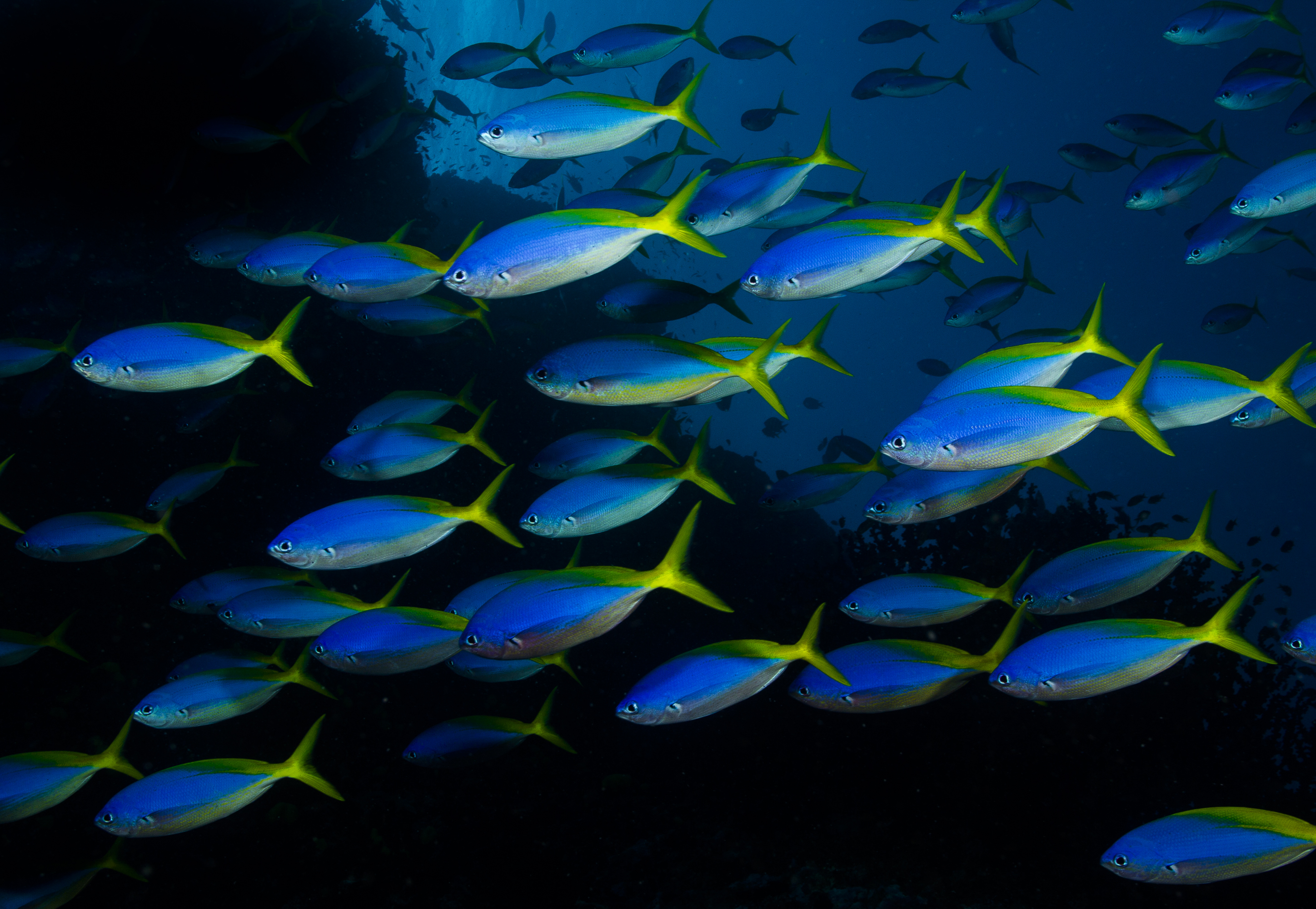
Caesio teres.
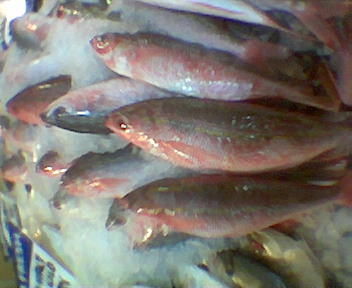
Pterocaesio capricornis.
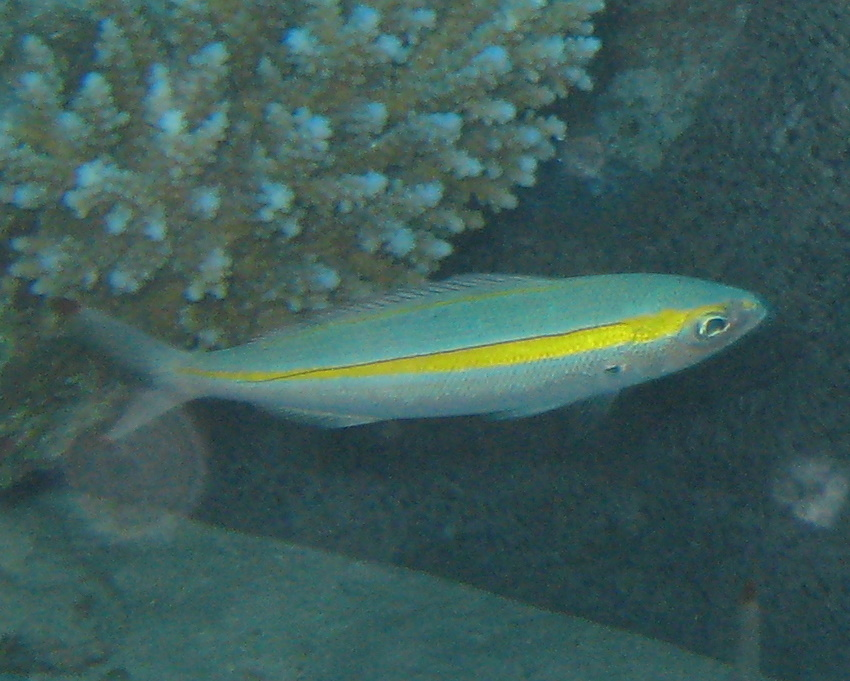
Pterocaesio chrysozona.
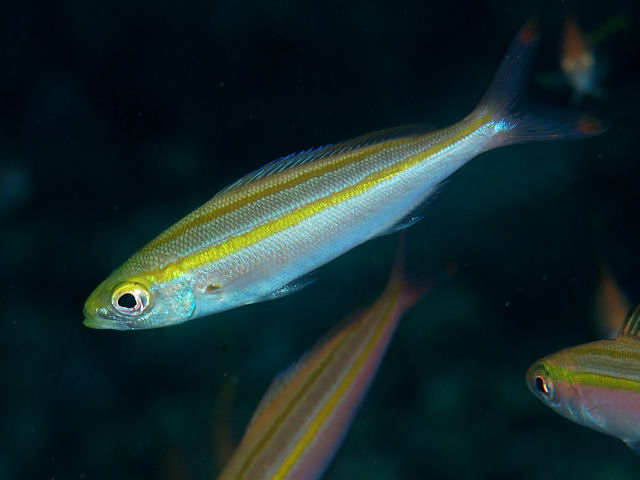
Pterocaesio digramma.
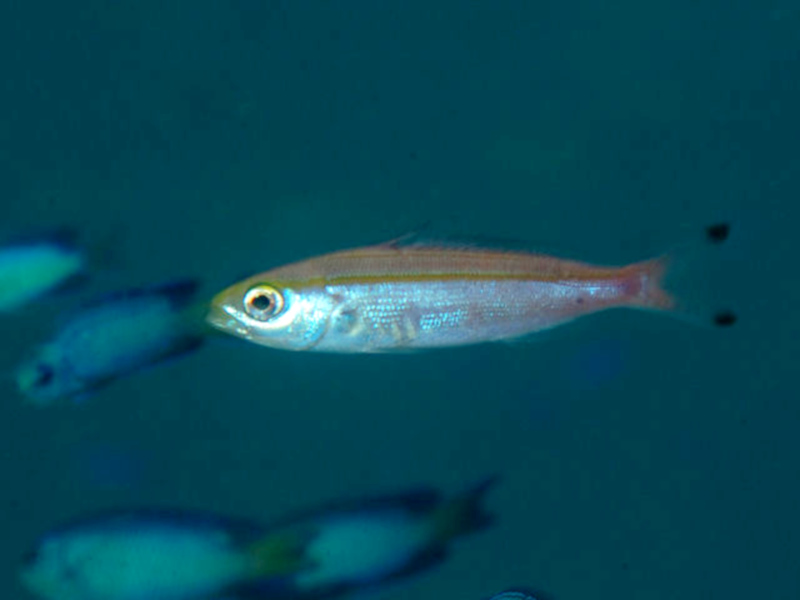
Pterocaesio marri.
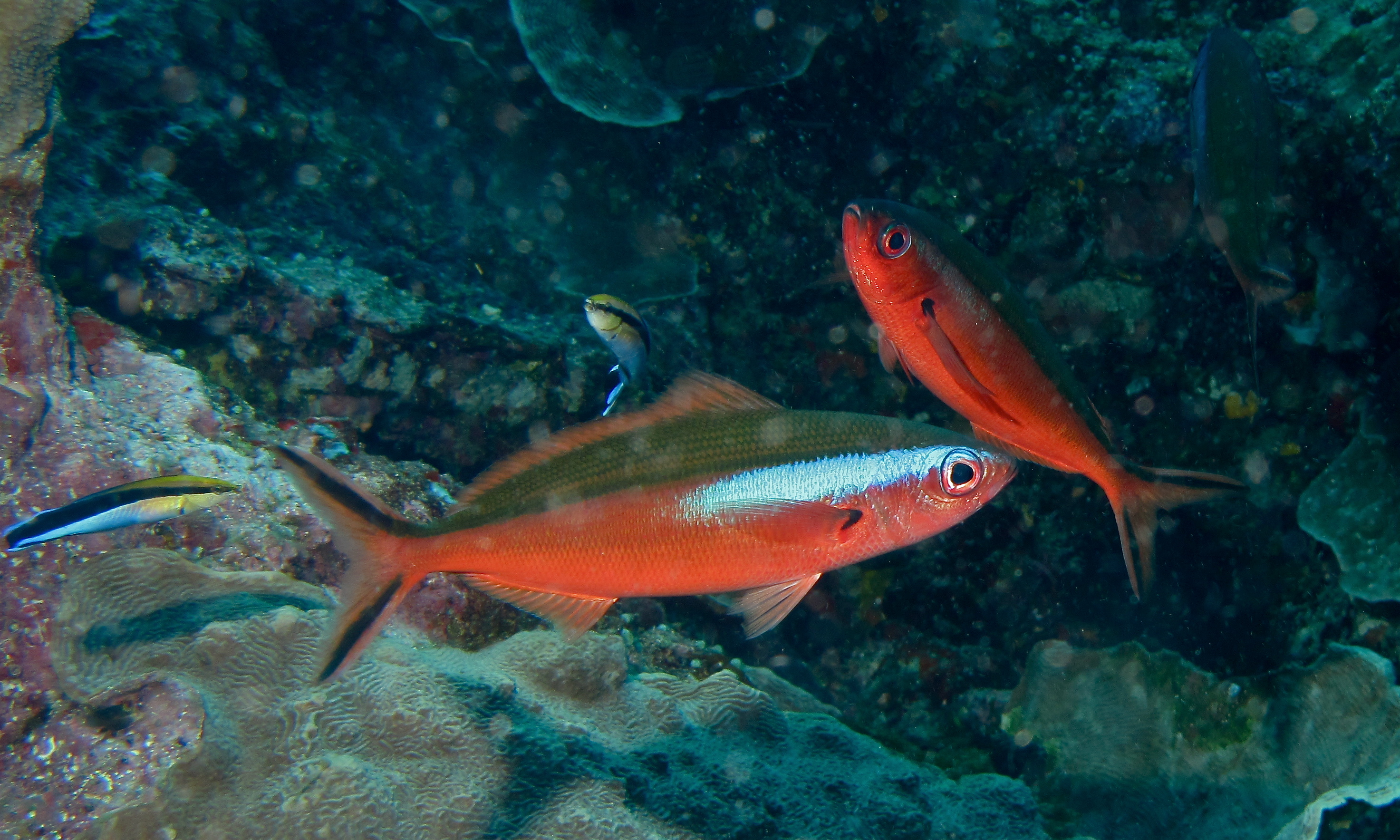
Pterocaesio tile.
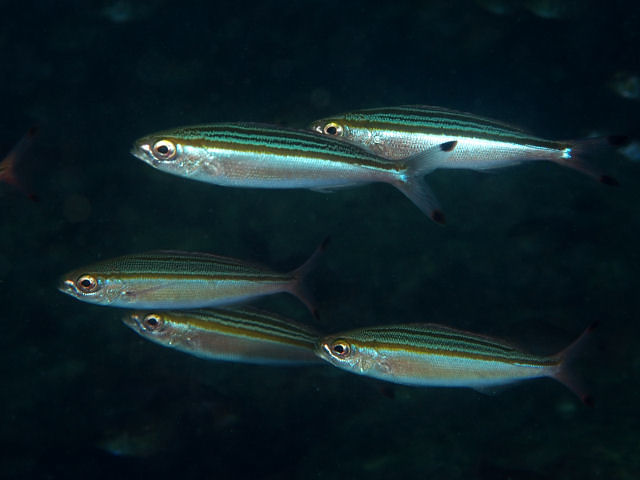
Pterocaesio trilineata.